# United Soccer League
United Soccer League (USL) je nogometna liga u kojoj igraju klubovi iz SAD-a i Kanade. Osnovana je 2010. godine pod nazivom USL Pro, a od 2015. godine nosi naziv United Soccer League.

## O ligi
United Soccer League je dio organizacije United Soccer Leagues (USL) koja je do 2009. godine vodila lige drugog i trećeg ranga u SAD-u i Kanadi – USL First Division i USL Second Division. Dio klubova je osnovao novu ligu – NASL, ali je Nogometni savez SAD-a (USSF, US Soccer) za 2010. godinu napravio privremenu ligu drugog ranga – USSF Division 2 Professional League. USL je u rujnu 2010. godine objavio da za 2011. kreće liga naziva USL Pro (također i kao USL PRO) od članova USL-a koji se nisu pridružili NASL-u, te klubova USL Second Division. 

USL Pro je uz NASL trebala biti liga drugog ranga, ali je USSF status drugog ranga dodijelio NASL-u, tako da je USL Pro ostala liga trećeg ranga. 
 
Prva sezona USL Pro je startala 2011. godine u kojoj je bilo 15 klubova iz SAD-a, Antigve i Barbude i Portorika, ali su klubovi iz Portorika ubrzo odustali od natjecanja zbog financijskih problema. 

Liga je 2013. godine postigla dogovor s MLS-om da postane razvojna liga za MLS, koji bi ukinuo svoju ligu za rezervne igrače, a klubovi USL-a bi postali filijale momčadi iz MLS-a, ili bi rezervne momčadi MLS-a nastupale u USL Pro. U 2013. su članovi USL Pro igrali utakmice s klubovima MLS Reserve League, koji su se računali za poredak u USL Pro. Liga je tako dobila još momčadi – bilo rezervnih momčadi ili filijala MLS klubova, bilo novih neovisnih klubova, te je liga podijeljena na konferencije i od USSF-a je zato zatraženo da se dodijeli status drugog ranga (Division II status), a liga je za 2015. rebrandirana kao USL. 
 6. siječnja 2017. je US Soccer donio odluku da USL uz NASL postaje liga drugog ranga.

## Sustav natjecanja
U ligi sudjeluje 30 klubova (27 iz SAD-a i 3 iz Kanade) podijeljenih i dvije konferencije – Istočnu (Eastern) i Zapadnu (Western). U ligaškom dijelu klubovi igraju 32 utakmice, a osam najboljih iz svak konferencije ulazi u doigravanje koje se igra na ispadanje na jednu utakmicu. Pobjednici doigravanja po konferencijama igraju završni susret naziva USL Championship Game. Najbolja momčad ligaškog dijela dobiva naslov Commissioner's Cup.

## Članovi lige

### Sudionici 2017.
| Istočna konferencija (Eastern Conference) - Bethlehem Steel FC, Betlehem, Pennsylvania ↓MLS_F - Charleston Battery, Charleston, Južna Karolina ↓USL_2D ↓MLS_F - Charlotte Independence, Charlotte, Sjeverna Karolina ↓MLS_F - FC Cincinnati, Cincinnati, Ohio - Harrisburg City Islanders, Harrisburg, Pennsylvania ↓USL_2D - Louisville City FC, Louisville, Kentucky - New York Red Bulls II, New York, New York / Montclair, New Jersey ↓MLS_2 - Orlando City B, Orlando, Florida ↓MLS_2 - Ottawa Fury FC, Ottawa, Ontario ↓NASL ↓MLS_F - Pittsburgh Riverhounds, Pittsburgh, Pennsylvania ↓USL_2D ↓MLS_F - Richmond Kickers, Richmond, Virginia ↓USL_2D ↓MLS_F - Rochester Rhinos, Rochester, New York ↓USSF_D2PL ↓MLS_F - Saint Louis FC, St. Louis – Fenton, Missouri - Tampa Bay Rowdies, St. Petersburg, Florida ↓NASL - Toronto FC II, Toronto – Vaughan, Ontario ↓MLS_2 | Zapadna konferencija (Western Conference) - Colorado Springs Switchbacks FC, Colorado Springs, Colorado - LA Galaxy II, Los Angeles – Carson, Kalifornija ↓MLS_2 - OKC Energy FC, Oklahoma City, Oklahoma - Oklahoma City Energy - Orange County SC, Los Angeles – Irvine – Fullerton, Kalifornija ↓MLS_F - Orange County Blues - Los Angeles Blues - Phoenix Rising FC, Phoenix – Scottsdale, Arizona - Arizona United SC - Portland Timbers 2, Portland, Oregon ↓MLS_2 - Real Monarchs SLC, Salt Lake City – Sandy, Utah ↓MLS_F - Reno 1868 FC, Reno, Nevada ↓MLS_F - Rio Grande Valley FC Toros, Edinburg, Teksas ↓MLS_F - Sacramento Republic FC, Sacramento, Kalifornija - San Antonio FC, San Antonio, Teksas - Seattle Sounders FC 2, Seattle – Tukwilla, Washington ↓MLS_2 - Swope Park Rangers, Kansas City, Missouri ↓MLS_F - Tulsa Roughnecks FC, Tulsa, Oklahoma ↓MLS_F - Whitecaps FC 2, Vancouver, Britanska Kolumbija ↓MLS_2 - Vancouver Whitecaps FC 2 |

#### Bivši članovi
| - Antigua Barracuda F.C., St. John's, Antigva - Charlotte Eagles, Charlotte, Sjeverna Karolina ↓USL_2D ↓PDL_2 - Dayton Dutch Lions, Dayton – West Carrollton, Ohio ↓PDL ↓PDL_2 - FC Montreal, Montréal, Québec ↓MLS_2 - F.C. New York, New York City – Queens, New York ↓NPSL_2 - Orlando City SC, Orlando, Florida ↓MLS_N | - Phoenix FC, Phoenix – Tempe, Arizona - Puerto Rico United, Aguada ↓2011 ↓PRSL - River Plate Puerto Rico, Fajardo ↓2011 ↓PRSL - Sevilla Puerto Rico, Juncos ↓2011 ↓PRSL - VSI Tampa Bay FC, Tampa – Plant City, Florida - Wilmington Hammerheads FC, Wilmington, Sjeverna Karolina ↓USL_2D |

Napomene:
| ↑2011 – klubovi iz Portorika odustali početkom USL Pro sezone 2011. ↑USSF_D2PL klub prethodno član USSF Division 2 Professional League ↑NASL klub prethodno član North American Soccer League ↑USL_2D klub prethodno član USL Second Division ↑PDL klub prethodno član Premier Development League ↑PDL_2 klub prešao u Premier Development League ↑NPSL_2 klub prešao u National Premier Soccer League ↑PRSL klub prethodno član Puerto Rico Soccer League | ↑MLS_2 klub rezervna momčad momčadi iz MLS-a ↑MLS_F klub filijala (farm-team) momčadi iz MLS-a ↑MLS_N osnovan novi klub istog naziva koji se natječe u MLS-u |

## Dosadašnji prvaci

### Doigravanje
| sezona  | pobjednik             | rezultat       | poraženi                  | mjesto završnice           |
| USL Pro | USL Pro               | USL Pro        | USL Pro                   | USL Pro                    |
| ------- | --------------------- | -------------- | ------------------------- | -------------------------- |
| 2011.   | Orlando City SC       | 2:1 (3:2 11 m) | Harrisburg City Islanders | Orlando, Florida           |
| 2012.   | Charleston Battery    | 1:0            | Wilmington Hammerheads    | Charleston, Južna Karolina |
| 2013.   | Orlando City SC       | 7:4            | Charlotte Eagles          | Orlando, Florida           |
| 2014.   | Sacramento Republic   | 2:0            | Harrisburg City Islanders | Sacramento, Kalifornija    |
| USL     |                       |                |                           |                            |
| 2015.   | Rochester Rhinos      | 2:1 (prod.)    | LA Galaxy II              | Rochester, New York        |
| 2016.   | New York Red Bulls II | 5:1            | Swope Park Rangers        | Harrison, New Jersey       |

### Regularna sezona
Posdebljano označeni osvajači Commissioner's Cupa 
| sezona  | klubova | divizija (D) konferencija (C) | prvi                  |
| USL Pro | USL Pro | USL Pro                       | USL Pro               |
| ------- | ------- | ----------------------------- | --------------------- |
| 2011.   | 15 (12) | American D                    | Orlando City SC       |
| 2011.   | 15 (12) | National D                    | Rochester Rhinos      |
| 2012.   | 11      |                               | Orlando City SC       |
| 2013.   | 13      |                               | Richmond Kickers      |
| 2014.   | 14      |                               | Orlando City SC       |
| USL     |         |                               |                       |
| 2015.   | 24      | Eastern C                     | Rochester Rhinos      |
| 2015.   | 24      | Western C                     | Orange County Blues   |
| 2016.   | 29      | Eastern C                     | New York Red Bulls II |
| 2016.   | 29      | Western C                     | Sacramento Republic   |
| 2017.   | 30      | Eastern C                     |                       |
| 2017.   | 30      | Western C                     |                       |

## Poveznice
- Major League Soccer
- North American Soccer League
- Nogometni savez SAD-a
- (engl.) The US Soccer History Archives – United Soccer Leagues Statistical History, Part 5 (2009-present)
- SoccerStatsUS
- soccerstats.us, wayback